# AeroPress

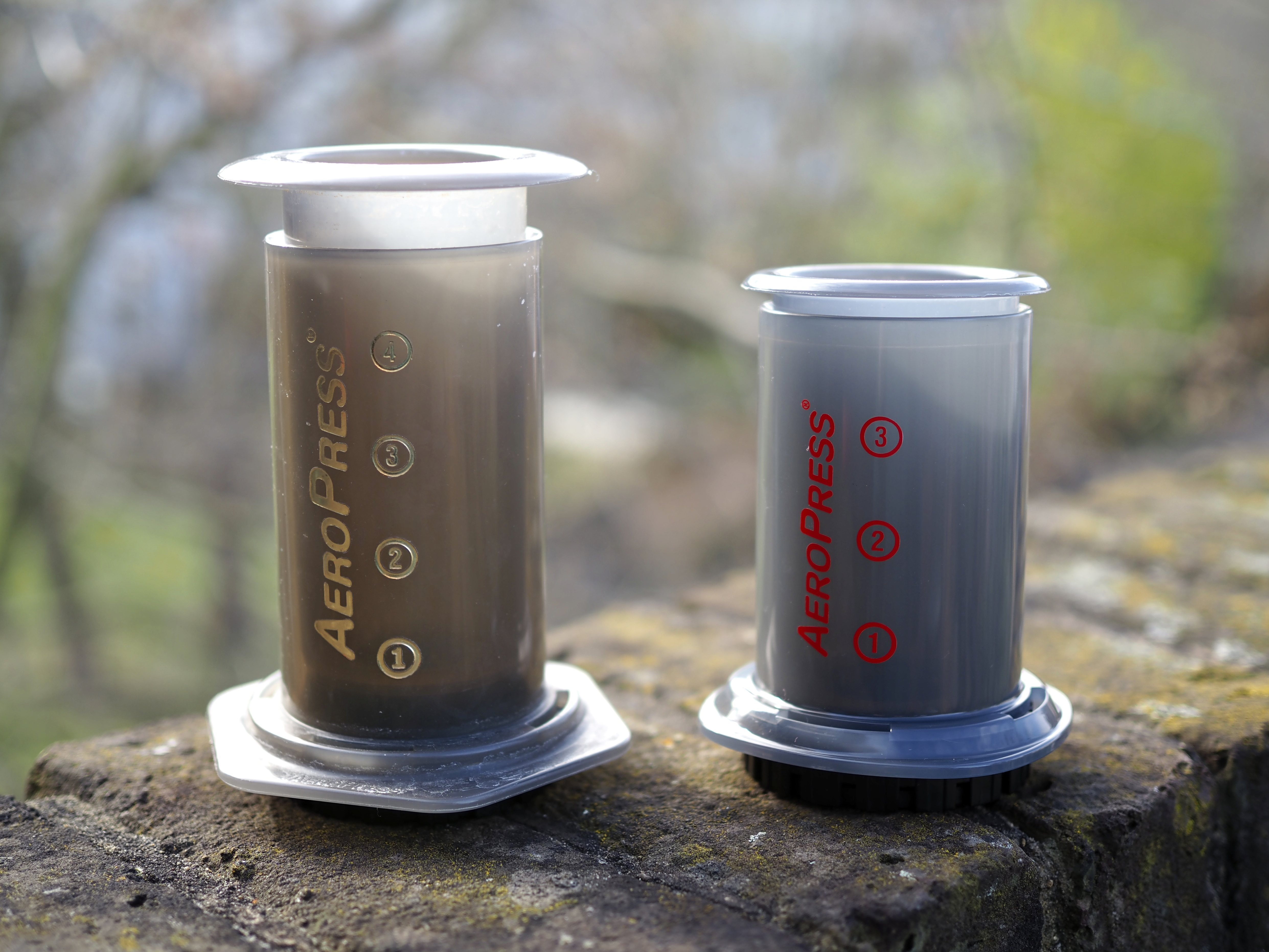
AeroPress tradizionale accanto ad unAeroPress Go

L'AeroPress è una caffettiera a mano ideata da Alan Adler, ideatore di giocattoli e di numerosi altri dispositivi, nel 2005, disponibile in una versione standard da 4 tazzine ed in una ridotta da viaggio, definita AeroPress Go, da tre. È costituita da una camera, un'unità per il filtro - disponibile in diversi materiali - e un pistone, che attua pressione per far passare l'acqua infusa attraverso il letto di caffè.
Originariamente AeroPress è stato pensato per poter preparare un caffè simile all'espresso ma la grande flessibilità che questo strumento garantisce ha consentito lo sviluppo di numerose tecniche. Di base, esistono due modalità di utilizzo: la modalità standard, o classica, e quella invertita. Nel primo caso, Aeropress viene utilizzato con il filtro sin da subito rivolto verso il basso. Nel secondo caso, invece, AeroPress viene posizionato invertito, poggiato sul pistone, e successivamente capovolto per poter estrarre il caffè. 
Per la preparazione del caffè con AeroPress è possibile utilizzare filtri in carta o filtri in acciaio.